# Destinee Hooker
Destinee Dante Hooker (* 7. September 1987 in Frankfurt am Main, Deutschland) ist eine US-amerikanische Volleyballspielerin.

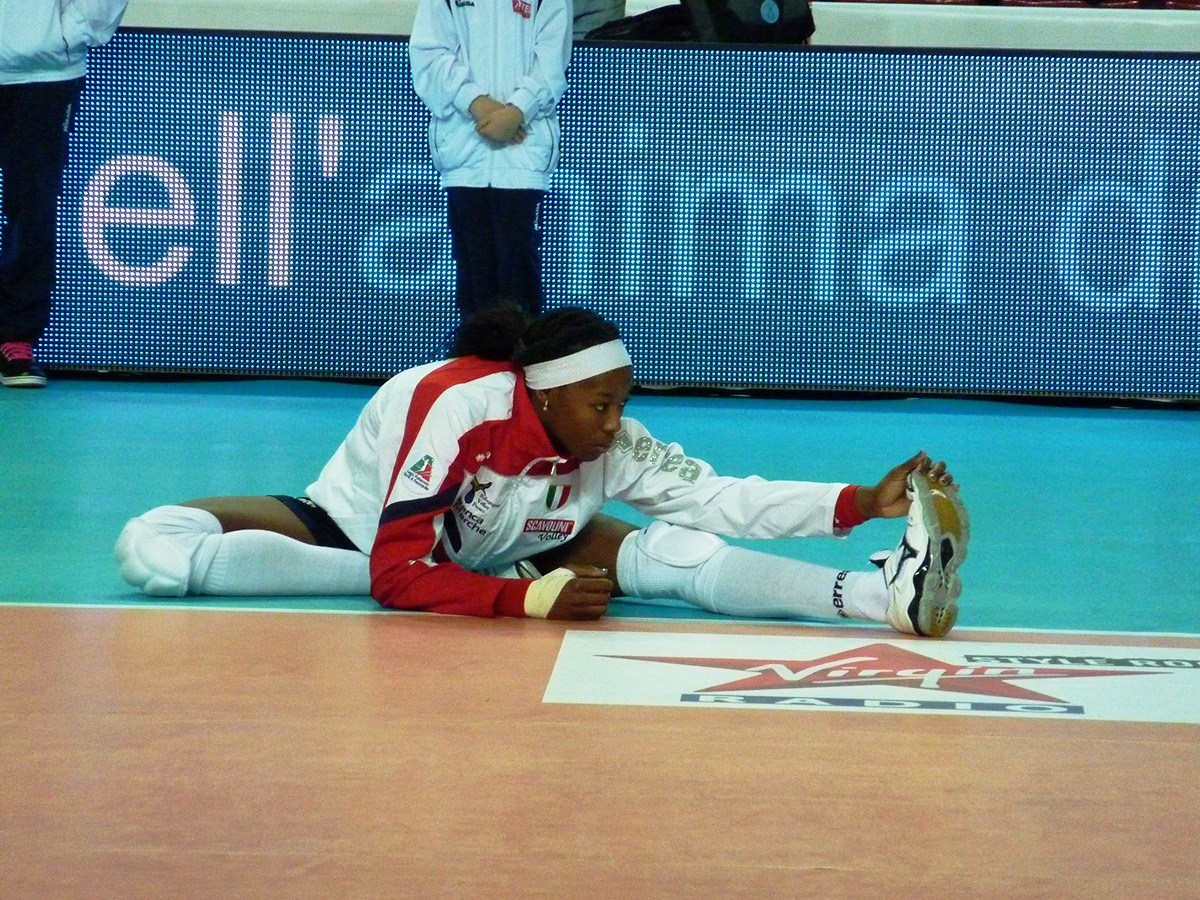
Januar 2011

## Karriere
Destinee Hooker stammt aus einer sportlichen Familie. Ihre Eltern waren beide Basketballer und ihre Schwester Marshevet Myers belegte bei den Olympischen Spielen 2008 den fünften Platz im 200-Meter-Lauf. Ihre eigene Karriere begann an der Southwest High School. Dort war sie nicht nur im Volleyballteam der Schule aktiv, sondern wurde 2004 und 2005 auch texanische Meisterin im Hochsprung. Die parallele Karriere im Volleyball und Hochsprung setzte Hooker während ihres Studiums an der University of Texas at Austin fort. Die Diagonalangreiferin erhielt in der NCAA-Meisterschaft diverse Auszeichnungen und im Hochsprung gewann sie 2009 die Meisterschaft in der Halle und draußen. Im Januar 2008 wurde sie erstmals in die US-amerikanische Nationalmannschaft berufen, aber sie verpasste das Olympiaturnier in Peking. 2010 spielte Hooker zunächst in Südkorea bei GS Caltex Seoul KIXX und in Puerto Rico bei Pinkin de Corozal, ehe sie zum italienischen Erstligisten Robursport Pesaro wechselte. Im gleichen Jahr gewann sie mit den USA den Grand Prix und wurde Fünfter bei der Weltmeisterschaft. 2011 gelang der Nationalmannschaft die Titelverteidigung beim Grand Prix und Hooker wurde als wertvollste Spielerin (MVP) ausgezeichnet. Den World Cup 2011 beendeten die USA auf dem zweiten Platz. In der Saison 2011/12 spielte die Diagonalangreiferin beim brasilianischen Verein Osasco Voleibol Clube. Nach dem dritten Grand-Prix-Erfolg in Serie gewann sie 2012 bei den Olympischen Spielen in London die Silbermedaille. Nach dem Turnier wechselte sie zum russischen Erstligisten VK Dynamo Krasnodar.